# Cuauhtémoc (miasto)
Cuauhtémocⓘ – miasto w meksykańskim stanie Colima. Jest ono siedzibą gminy o tej samej nazwie – Cuauhtémoc. Według spisu ludności przeprowadzonego w 2010 roku, miasto zamieszkują 8154 osoby.
W 2013 roku gmina jako pierwsza w stanie Colima zalegalizowała homoseksualność.

## Klimat
| Klimat miasta Cuauhtémoc           | Klimat miasta Cuauhtémoc | Klimat miasta Cuauhtémoc | Klimat miasta Cuauhtémoc | Klimat miasta Cuauhtémoc | Klimat miasta Cuauhtémoc | Klimat miasta Cuauhtémoc | Klimat miasta Cuauhtémoc | Klimat miasta Cuauhtémoc | Klimat miasta Cuauhtémoc | Klimat miasta Cuauhtémoc | Klimat miasta Cuauhtémoc | Klimat miasta Cuauhtémoc | Klimat miasta Cuauhtémoc |
| ---------------------------------- | ------------------------ | ------------------------ | ------------------------ | ------------------------ | ------------------------ | ------------------------ | ------------------------ | ------------------------ | ------------------------ | ------------------------ | ------------------------ | ------------------------ | ------------------------ |
| Miesiąc                            | Sty                      | Lut                      | Mar                      | Kwi                      | Maj                      | Cze                      | Lip                      | Sie                      | Wrz                      | Paź                      | Lis                      | Gru                      | Rok                      |
| Średnia najwyższa temperatura w °C | 29                       | 28,8                     | 30,3                     | 31                       | 31,8                     | 29.9                     | 29                       | 29                       | 28                       | 29                       | 29,5                     | 28,8                     | 29,51                    |
| Średnia najniższa temperatura w °C | 14,5                     | 14                       | 15,5                     | 16,7                     | 18,2                     | 19                       | 18,7                     | 18,5                     | 18,6                     | 18,1                     | 16,6                     | 15,2                     | 16,97                    |
| Średnia ilość opadów w mm          | 23                       | 3                        | 0                        | 5                        | 20                       | 183                      | 318                      | 312                      | 310                      | 165                      | 28                       | 13                       | 1380                     |